# Далла Веккья, Вольфанго
Вольфанго Далла Веккья (итал. Wolfango Dalla Vecchia; 5 февраля 1923, Рим — 7 декабря 1994, Падуя) — итальянский композитор и музыкальный педагог.
В 1943—1948 годах изучал в Риме композицию и орган под руководством Гоффредо Петрасси и Фернандо Джермани, одновременно в 1945 году защитил в Падуанском университете диссертацию «Исторический очерк философии музыки». Ранние композиции Далла Веккья (например, Concertino all’italiana, 1957) были выдержаны в характерном для итальянской музыки середины столетия духе неоклассицизма, однако в дальнейшем его интересы сместились в область гораздо более радикальных эстетик, что в особенности отразилось в его деятельности по руководству Международными семинарами по изучению музыкального языка в Виченце (1971—1976), с участием Карлхайнца Штокхаузена, Лучано Берио, Маурисио Кагеля и др. Начиная с 1958 года преподавал композицию в различных итальянских консерваториях, в 1958—1962 и 1971—1974 годах возглавлял Падуанскую консерваторию. Итоговый труд Далла Веккья «Общая теория композиции» (итал. Teoria generale della composizione) издан в 1997 году.